# Nick King
Nicolas "Nick" King (Memphis, Tennessee, 5 de agosto de 1995) es un baloncestista estadounidense que pertenece a la plantilla del New Taipei CTBC DEA de la T1 League taiwanesa. Con 2,01 metros de estatura, juega en la posición de alero. 

## Trayectoria deportiva

### Universidad
Jugó dos temporadas con los Tigers de la Universidad de Memphis, en las que promedió 5,9 puntos y 4,0 rebotes por partido. Fue transferido a la Universidad de Alabama, donde tras cumplir el año que impone la NCAA sin jugar, solo pudo disputar siete partidos, perdiéndose el resto de la temporada por una infección pulmonar.
Su temporada sénior la jugó con los Blue Raiders de la Universidad de Middle Tennessee, donde lideró a su equipo promediando 21,0 puntos, 8,4 rebotes y 2,0 asistencias por partido, siendo elegido debutante del año y Jugador del Año de la Conference USA.

### Profesional
Tras no ser elegido en el Draft de la NBA de 2018, jugó las Ligas de Verano de la NBA con Los Angeles Lakers, donde en diez partidos promedió 8,6 puntos y 4,7 rebotes. En el mes de septiembre firmó contrato con Boston Celtics para disputar la pretemporada, pero fue despedido antes del comienzo de la liga. Poco después firmó con el filial de los Celtics en la G League, los Maine Red Claws.
En agosto de 2021, firma por el Orlandina Basket de la Serie A2, tras acabar la temporada anterior en el ZZ Leiden holandés.